# Kowloon Station (MTR)

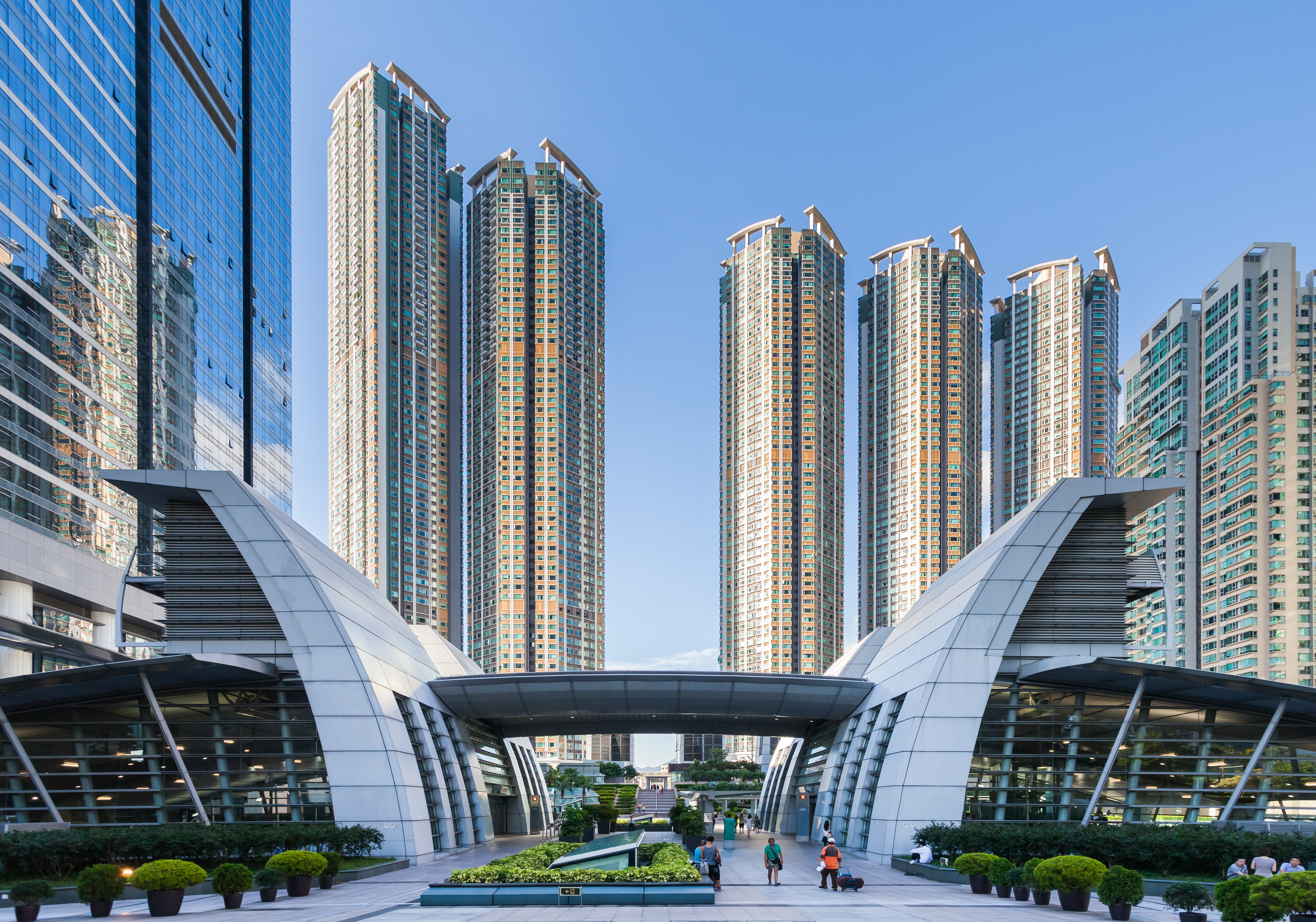
Ausgänge der Kowloon Station auf dem Union Square

Kowloon Station (chinesisch 九龍站 / 九龙站, Pinyin Jiǔlóngzhàn, Jyutping Gau2lung4zaam1) ist ein Bahnhof der U-Bahnlinien Airport Express, die den Flughafen Hong Kong International Airport (Chep Lap Kok) mit dem Zentrum von Hongkong verbindet, und Tung Chung Line. Die Kowloon Station befindet sich in Tsim Sha Tsui in Kowloon, Hongkong. Die Bedeutung der 1998 eröffneten Kowloon Station ergibt sich unter anderem aus ihrer Lage in den unterirdischen Etagen des großen Gebäudekomplexes Union Square mit 16 Wolkenkratzern.

## Name
Der MTR-Bahnhof Kowloon Station sollte nicht mit West Kowloon Station (WKS) der Hochgeschwindigkeitsstrecke Guangzhou–Shenzhen–Hongkong verwechselt werden (während der Bauphase auch West Kowloon Terminus bezeichnet); auch ist von dem MTR-Bahnhof Austin Station zu unterscheiden, während der frühen Bauphase West Kowloon Station genannt.

## Geschichte
Nachdem 1992 die MTRC, der Betreiber der MTR-U-Bahn in Hongkong, mit dem Bau des Airport Express beauftragt wurde, begann die Phase der Planung: außer der Linie mit insgesamt sieben Stationen ging es hauptsächlich um die Kowloon Station, die größte von ihnen, die sich unterirdisch unter dem geplanten Komplex Union Square befinden sollte. Dieses Wohn-, Büro- und Shoppingareal sollte – wie auch die MTR-Station – auf einem durch Aufschüttungen neugewonnenen Gelände entstehen. Das Gesamtobjekt unterlag der Federführung der Regierung von Hongkong und der MTRC. Ebenfalls 1992 wurde das Londoner Architekturbüro Farrells mit der Aufgabe betraut, entsprechende Entwürfe und Design für die MTR-Station auszuarbeiten und vor allem einen Masterplan für die oberirdische Bebauung zu entwerfen und später diese mit den jeweiligen Architekten zu koordinieren. Vier Jahre nach Beginn der Planung begannen die Bauarbeiten 1996. Während die Bauarbeiten am Union Square bis 2010 andauerten, wurde der Betrieb des Airport Express am 6. Juli 1998 aufgenommen (der Tung Chung Line bereits am 22. Juni 1998), womit auch die Kowloon Station in Betrieb ging. Der „Richtfest“ für die Kowloon Station fand jedoch bereits im September 1997 statt.

## Gestaltung, Anbindung an Union Square

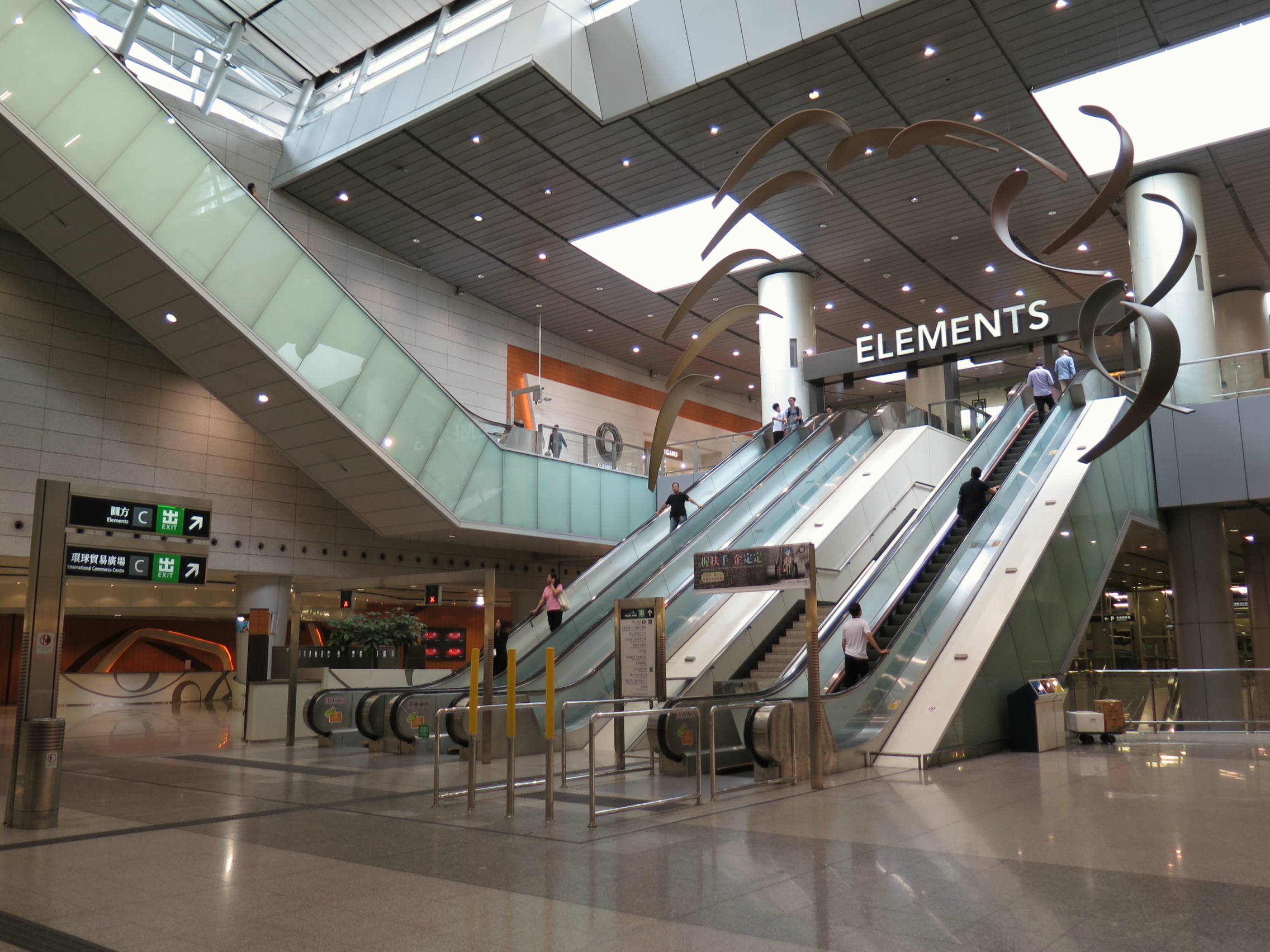
Ausgang C, Innenansicht

Die Kowloon Station beansprucht etwa 6 Hektar Fläche der insgesamt 13,5 Hektar des Union Square. Sie ist in der Mitte des Platzes in drei  Etagen untergebracht. Die Station verfügt über einen ausgelagerten Check-in-Schalter des Flughafens mit Gepäckabgabe, einen Shuttle-Service zu den meisten Hotels in Tsim Sha Tsui und Yau Ma Tei usw.
Die Anbindung der Station auf das oberirdische Ensemble der 16 Wolkenkratzer und das dreistöckige Einkaufszentrum war die Aufgabe des Architekturbüros Farrels. Es geschah im Rahmen des Projektes West Kowloon Development (häufig auch Kowloon Station Development). Dieses Projekt beinhaltete sowohl die Landgewinnung im westlichen Kowloon (West Kowloon Reclamation) wie auch den Bau der Station, des Union Square und anderer Objekte. Dieser gemeinsamen Planung und der rechtzeitigen Entwicklung eines Masterplans für das gesamte Objekt ist es zu verdanken, dass der Bahnhof optimal in das Gebäude-Ensemble des Union Square eingebunden ist.
Der Bahnhof besitzt mehrere Ausgänge zum Union Square wie auch zum Einkaufszentrum und ist auch mit einigen Hochhäusern direkt verbunden. Dies gilt auch für den Busterminal und mehrere Taxistände. Die Kowloon Station liegt auch relativ nah an den beiden anderen benachbarten Bahnhöfen Austin Station und West Kowloon Station, die gar zu Fuß zu erreichen sind.